# DFS 230
DFS 230  var ett tyskt lastglidflygplan som användes av Luftwaffe för transport av soldater vid överraskningsanfall.
Flygplanet konstruerades vid Forschungsanstalt für Segelflug (DFS) av Hans Jacobs.
Taktiken med glidflygplanet var att det bogserades upp på hög höjd av ett motorflygplan där det kopplades loss på lämpligt avstånd från anfallsmålet. Från urkopplingspunkten gled det nästan ljudlöst fram till målet där soldaterna genomförde ett överraskande anfall, flera gånger bakom fiendens linjer. Med ett glidtal på 18 kunde det teoretiskt flyga en sträcka på 18 kilometer från 1 000 meters höjd, det bogserades vanligen efter ett Junkers Ju 52/3m.
DFS 230 användes vid anfallet mot Fort Eben-Emael, vid slaget om Kreta och i ökenkriget. Det användes även vid fritagandet av Benito Mussolini när han blev befriad av en grupp ledd av Otto Skorzeny. I slutet av andra världskriget användes dessa glidplan genom att förse de inneslutna tysk/ungerska trupperna som var inringade i Budapest. Piloterna var tvungna att landa i en stor park som kallades på tyska för Blutwiese och ungerska Vermezö. Många av planen – som släpptes på natten – hamnade helt fel och ett berömt plan kraschade rakt in i ett hus och blev länge en symbol i Budapest gatubild. Piloten dog vid kraschen. För piloterna var det en tung situation då de visste att det inte fanns någon väg tillbaks utan blev tvungna att strida med de övriga trupperna i staden. De flesta stupade.
Glidflygplanet var tillverkat i en träkonstruktion som var klädd med duk. Vingarna var uppbyggda runt en huvudbalk där man monterat spryglar, framkanten av vingen var täckt med fanér medan den bakre delen var klädd med duk.

## Varianter
- DFS 230 A-1 - första serietillverkade grundmodellen
- DFS 230 A-2 - modifierad A-1 med dubbelkommando
- DFS 230 B-1 - med bromsfallskärm, planet kunde bestyckas med en MG 34 ksp
- DFS 230 B-2 - modifierad B-1 med dubbelkommando
- DFS 230 C-1 - försett med bromsraketer
- DFS 230 D-1 - prototyp, en C-1 med kraftigare bromsraketer, ett exemplar tillverkades
- DFS 230 F-1 - en förstorad modell med plats för 15 soldater, ett exemplar tillverkades